# Hercegszántó
Hercegszántó (em croata: Santovo; em sérvio: Сантово) é um município da Hungria, situado no condado de Bács-Kiskun. Tem 68,55 km² de área e sua população em 2015 foi estimada em 1.970 habitantes.